# پریست پوینت (واشینگتن)
پریست پوینت (به انگلیسی: Priest Point) یک منطقهٔ مسکونی در ایالات متحده آمریکا است که در شهرستان اسنوهومیش، واشینگتن واقع شده‌است. پریست پوینت ۷٫۷ کیلومتر مربع مساحت و ۷۷۹ نفر جمعیت دارد و ۲۹ متر بالاتر از سطح دریا واقع شده‌است.